# Eudorylaimus centrocercus
Eudorylaimus centrocercus is een rondwormensoort. De wetenschappelijke naam van de soort is voor het eerst geldig gepubliceerd door De Man.